# Here Comes Mr. Jordan
Here Comes Mr. Jordan és una pel·lícula estatunidenca dirigida per Alexander Hall, estrenada el 1941.

## Argument
Joe, un boxejador, mor en un accident d'avió. Però en el més enllà, la seva mort no estava prevista. Es reencarna a la pell d'un banquer deshonest. Però Joe és honrat i voldria continuar la seva carrera de boxejador i enfrontar-se al campió Murdock...

## Repartiment
- Robert Montgomery: Joe Pendleton
- Evelyn Keyes: Bette Logan
- Claude Rains: Mr. Jordan
- Rita Johnson: Julia Farnsworth
- Edward Everett Horton: el missatger 7013
- James Gleason: Max Corkle
- John Emery: Tony Abbott
- Donald MacBride: l'inspector Williams
- Don Costello: Lefty
- Halliwell Hobbes: Sisk
- Benny Rubin: Bugsy

## Al voltant de la pel·lícula
- El rodatge s'ha desenvolupat a Los Angeles.
- La pel·lícula serà seguida el 1947 per  La deessa de la dansa , del mateix realitzador.
- Primera adaptació de l'obra de Harry Segall, ho serà de nou per Warren Beatty i Buck Henry amb  El cel pot esperar  (1978), després per Chris Weitz i Paul Weitz amb  Els Peus sobre terra  (2001).
- James Gleason ha estat nominat per l'Oscar al millor actor secundari per a la seva interpretació de Max Corkle. Era la primera vegada en la història dels Oscars que una persona era nominada per a un paper per al qual una altra persona ho seria més tard. Jack Warden ho va ser igualment per a la seva interpretació a El cel pot esperar (1978).
- A destacar, una petita aparició (no surt als crèdits), de l'actor Lloyd Bridges al paper de Sloan, pilot de l'avió número 22.

## Premis i nominacions

### Premis
- 1942: Oscar al millor original per Harry Segall
- 1942: Oscar al millor guió adaptat per Sidney Buchman i Seton I. Miller

### Nominacions
- 1942: Oscar a la millor pel·lícula
- 1942: Oscar al millor director per Alexander Hall
- 1942: Oscar al millor actor per Robert Montgomery
- 1942: Oscar al millor actor secundari per James Gleason
- 1942: Oscar a la millor fotografia per Joseph Walker